# Grupo Néctar
O Grupo Néctar é um conjunto de cúmbia proveniente do Peru. Seu estilo de cumbia difere um pouco especialmente das cumbias argentinas e colombianas.
A banda foi formada por Johnny Carlos Orozco Torres, Ricardo Papita Hinostroza, Enrique Orosco e Juan Carlos Marchand na Argentina.  A banda alcançou seu pico de popularidade no ano 2000 com sua música El Arbolito , que foi um sucesso no Peru por semanas nos principais charts.  No dia do dia 13 de maio de 2007, a banda estava em turnê e estava programada para se apresentar em um clube em Buenos Aires. A maioria dos membros da banda, juntamente com outras pessoas, estavam sendo transportados em um ônibus quando o ônibus teve um acidente. Treze pessoas morreram no ano local, incluindo todos os membros fundadores do Grupo Néctar. [1]  A morte desses membros impactou profundamente a comunidade peruana. Comunidades no Peru e na Argentina lamentaram a morte dos membros fundadores.  O filho de Johnny Orozco, Deyvis, continua a apresentar sob o nome do "novo" Grupo Néctar.  Canções: As músicas mais populares do grupo incluem sucessos e covers de outras bandas:  El arbolito (capa de Los Destellos do Peru - 1968) Pecadora Ojitos hechiceros El baile de la Cumbia A última noite La florcita Mi enamorada Tú vives equivocada (capa do Grupo Cañaveral do México - título original "Echarme al olvido" - 1995) El penal Ojitos mentirosos. 